# Dallas Center (Iowa)
Dallas Center – miasto w Stanach Zjednoczonych, w stanie Iowa, w hrabstwie Dallas.

## Demografia
W 2000 liczyło 1595 mieszkańców. W 2023 liczba mieszkańców wzrosła do 1966 osób, a gęstość zaludnienia przekroczyła 172 osoby/km².